# Devil's Gate 220
Devil's Gate 220 är ett reservat i Kanada.   Det ligger i provinsen Alberta, i den centrala delen av landet, 2 800 km nordväst om huvudstaden Ottawa.
I omgivningarna runt Devil's Gate 220 växer i huvudsak barrskog. Trakten runt Devil's Gate 220 är nära nog obefolkad, med mindre än två invånare per kvadratkilometer.